# Adrianus Sunarko
Adrianus Sunarko, né le 7 décembre 1966 au Kabupaten de Merauke, est un évêque catholique indonésien.

## Biographie
Bien que née en Papouasie, la famille de Sunarko est originaire du peuple Javanais, issu du Territoire spécial de Yogyakarta.
De 1982 à 1987, Sunarko étudie au Lycée Saint-Pierre Canisius de Mertoyudan, au Kabupaten de Magelang. Après y avoir suivi ses études, il est accepté en tant que novice au sein de l'ordre des Frères mineurs. Dans le cadre de sa formation, Sunarko étudie la philosophie au sein de la Faculté de Philosophie de Driyarkara à Jakarta. Il reprendt ses études théologiques à la Faculté pontificale de théologie de Wedabhakti, l'université Sanata Dharma, suite à son année de propédeutique. 
Le 15 août 1994, Sunarko prononça ses vœux solennels en tant que franciscain. Le 8 juillet 1995, il est ordonné prêtre par le cardinal Julius Riyadi Darmaatmadja. 
Suite à son ordination, Sunarko fût le chef de province des frères Franciscains en Indonésie, ainsi que le prêtre du Diocèse de Jayapura. 
Le 28 juin 2017, il est nommé évêque de Pangkal Pinang, succédant ainsi à Hilarius Moa Nurak, décédé en avril 2016. Le 23 septembre 2017, Sunarko est ordonné évêque du diocèse de Pangkal Pinang par l'archevêque de Palembang, Aloysius Sudarso. 